# Harold Pressley
Harold Pressley (Bronx, Nova York, 14 de juliol de 1963) és un exjugador de bàsquet que va disputar 4 temporades en l'NBA, a més de jugar 4 temporades més a la Lliga ACB. Amb 2,00 metres d'alçada, jugava en la posició d'aler. És el pare del també jugador Bryce Pressley.

## Carrera esportiva
Va jugar durant quatre temporades a l'NCAA amb els Wildcats de la Universitat Villanova. Va ser triat en la dissetena posició del Draft de l'NBA del 1986 per Sacramento Kings. Després de quatre temporades va donar per tancada la seva participació en l'NBA, anant-se a jugar amb el Montigalà Joventut de la Lliga ACB, on va formar juntament amb Corny Thompson una des millors parelles estrangeres de la lliga. Amb tots dos en l'equip la Penya va conquistar dos títols de la Lliga ACB consecutius. També va guanyar una Copa Príncep d'Astúries i va ser subcampió de l'eurolliga.
El 1993 fitxa pel Pau Orthez de la lliga francesa, on únicament disputa 8 partits abans de tornar a l'ACB, a l'Bàsquet Lleó, on disputaria la seva última temporada com a professional.
Després de retirar-se, el 2007 va ser nomenat director de desenvolupament de jugadors dels Sacramento Kings.